# Jean-Paul De Bruyne
Jean-Paul De Bruyne (4 oktober 1961) is een Belgisch voormalig voetballer die speelde als doelman.

## Carrière
De Bruyne speelde gedurende zijn loopbaan voor KFC Winterslag, Patro Eisden MM en KRC Genk. Met Winterslag speelde hij in 1982 Europees voetbal.